# Spotlight (Jessie Ware)
Spotlight è un singolo della cantautrice britannica Jessie Ware, pubblicato il 28 febbraio 2020 come primo estratto dal quarto album in studio What's Your Pleasure?.

## Video musicale
Il videoclip, diretto da Jovan Todorovic e girato a Belgrado, è stato reso disponibile in concomitanza con l'uscita del singolo.

## Tracce
Download digitale
1. Spotlight – 4:12

Download digitale (remix)
1. Spotlight (Icarus Remix) – 3:58

## Formazione
Musicisti
- Jessie Ware – voce

Produzione
- James Ford – produzione, missaggio
- Joe LaPorta – ingegneria del suono